# Europameisterschaften im Bogenschießen 2018
Die Europameisterschaften im Bogenschießen 2018 wurden vom 27. August bis 1. September in Legnica ausgetragen.

## Ergebnisse

### Recurvebogen
| Disziplin         | Gold                                                       | Silber                                                 | Bronze                                                |
| ----------------- | ---------------------------------------------------------- | ------------------------------------------------------ | ----------------------------------------------------- |
| Männer Einzel     | Steve Wijler                                               | Dan Olaru                                              | Jean-Charles Valladont                                |
| Frauen Einzel     | Yasemin Anagöz                                             | Maja Jager                                             | Gülnaz Büşranur Coşkun                                |
| Männer Mannschaft | Russland Arsalan Baldanow Galsan Basarschapow Witali Popow | Italien Marco Galiazzo Mauro Nespoli David Pasqualucci | Luxemburg Jeff Henckels Joe Klein Pit Klein           |
| Frauen Mannschaft | Türkei Aybüke Aktuna Yasemin Anagöz Gülnaz Büşranur Coşkun | Italien Tatiana Andreoli Lucilla Boari Vanessa Landi   | Deutschland Michelle Kroppen Elena Richter Lisa Unruh |
| Mixed-Team        | Vanessa Landi / Mauro Nespoli                              | Thomas Chirault / Melanie Gaubil                       | Arsalan Baldanow / Inna Stepanowa                     |

### Compoundbogen
| Disziplin         | Gold                                                         | Silber                                                                  | Bronze                                                         |
| ----------------- | ------------------------------------------------------------ | ----------------------------------------------------------------------- | -------------------------------------------------------------- |
| Männer Einzel     | Anton Bulajew                                                | Sergio Pagni                                                            | Federico Pagnoni                                               |
| Frauen Einzel     | Andrea Marcos                                                | Yeşim Bostan                                                            | Tanja Jensen                                                   |
| Männer Mannschaft | Großbritannien Neil Bridgewater James Mason Adam Ravenscroft | Frankreich Jean-Philippe Boulch Pierre-Julien Deloche Sebastien Peineau | Kroatien Domagoj Buden Ivan Markes Mario Vavro                 |
| Frauen Mannschaft | Türkei Yeşim Bostan Gizem Elmaağaçlı Ayşe Bera Süzer         | Italien Anastasia Anastasio Irene Franchini Marcella Tonioli            | Deutschland Kristina Heigenhauser Janine Meissner Velia Schall |
| Mixed-Team        | Jean-Philippe Boulch / Sophie Dodémont                       | Mike Schloesser / Jody Vermeulen                                        | Domagoj Buden / Amanda Mlinarić                                |

## Medaillenspiegel
| Platz  | Land           | Gold | Silber | Bronze | Gesamt |
| ------ | -------------- | ---- | ------ | ------ | ------ |
| 1      | Türkei         | 3    | 1      | 1      | 5      |
| 2      | Russland       | 2    | –      | 1      | 3      |
| 3      | Italien        | 1    | 4      | 1      | 6      |
| 4      | Frankreich     | 1    | 2      | 1      | 4      |
| 5      | Niederlande    | 1    | 1      | –      | 2      |
| 6      | Großbritannien | 1    | –      | –      | 1      |
| 6      | Spanien        | 1    | –      | –      | 1      |
| 8      | Dänemark       | –    | 1      | 1      | 2      |
| 9      | Moldau         | –    | 1      | –      | 1      |
| 10     | Deutschland    | –    | –      | 2      | 2      |
| 10     | Kroatien       | –    | –      | 2      | 2      |
| 12     | Luxemburg      | –    | –      | 1      | 1      |
| Gesamt | Gesamt         | 10   | 10     | 10     | 30     |